# Elecciones legislativas de Polonia de 1980
Las elecciones parlamentarias se celebraron en Polonia el 23 de marzo de 1980. Los resultados, al igual que con las otras elecciones en la Polonia comunista, fueron controlados por el gobierno comunista. Los resultados de las elecciones de 1976 se duplicarían, exactamente, en las elecciones de 1980, y solo serían marginalmente diferentes de los de los años anteriores. La elección de 1985 nuevamente produjo resultados marginalmente diferentes.

## Resultados
| Partido                   | Partido                         | Votos      | %    | Escaños | +/– |
| ------------------------- | ------------------------------- | ---------- | ---- | ------- | --- |
| Frente de Unidad Nacional | Partido Obrero Unificado Polaco | 24,683,056 | 99.5 | 261     | 0   |
| Frente de Unidad Nacional | Partido Campesino Unificado     | 24,683,056 | 99.5 | 113     | 0   |
| Frente de Unidad Nacional | Partido Demócrata de Polonia    | 24,683,056 | 99.5 | 37      | 0   |
| Frente de Unidad Nacional | Independientes                  | 24,683,056 | 99.5 | 49      | 0   |
| Inválidos blancos         | Inválidos blancos               | 119,556    | 0.5  | –       | –   |
| Votos Inválidos           | Votos Inválidos                 | 13,692     | –    | –       | –   |
| Total                     | Total                           | 24,816,304 | 100  | 460     | 0   |
| Votantes registrados      | Votantes registrados            | 25,098,816 | 98.9 | –       | –   |
| Fuente: Nohlen & Stöver   |                                 |            |      |         |     |